# Аннелен Ленартс
Аннелен Ленартс (нід. Anneleen Lenaerts; нар. 26 квітня 1987) — бельгійська арфістка.
Привернула до себе увагу світової музичної спільноти ще 1999 року, коли на Міжнародному конкурсі арфістів імені Лілі Ласкін вона виборола спеціальний приз перспективному юному таланту. 2005 року Ленартс стала лавреаткою першої премії того ж конкурсу, здобувши також два додаткових призи — за найкраще виконання Чакони Баха та за найкраще виконання п'єси сучасного композитора, написаної спеціально для конкурсу. Крім того, Ленартс має перші та другі премії на конкурсах арфістів у Намюрі, Мадриді тощо.
2008 року закінчила Брюссельську королівську консерваторію, одночасно займаючись в Паризькій консерваторії у Ізабель Перрен. Від 2010 — арфістка-соло у Віденському філармонічному оркестрі та Віденській державній опері.